# Montseny (kommun)
Montseny är en kommun i Spanien.   Den ligger i provinsen Província de Barcelona och regionen Katalonien, i den östra delen av landet, 500 km öster om huvudstaden Madrid. Antalet invånare är 303. Arean är 26,8 kvadratkilometer. Montseny gränsar till Viladrau, Arbúcies, Fogars de Montclús, Sant Pere de Vilamajor, Tagamanent och El Brull. 
Terrängen i Montseny är huvudsakligen lite bergig.